# Tourima
Tourima, jedno od ranih sela Quapaw Indijanaca smještenih na zapadnoj obali rijeke Mississippi, vjerojatno blizu ušća White Rivera (Arkansasa) (Hodge; Swanton), u okrugu Desha, Arkansas. I prilikom svojih seoba Quapaw Indijanci davali su nazive starih sela novosagrađenim naseljima, čak i kad su smješteni u Oklahomu. Ostale varijante ovog imena su Thoriman (Joutel, 1687), Toriman (Hennepin, 1698), Toreman (Charlevoix; u Shea, Disco v., 170, 1852). Identično mu je selo Imaha.